# St. Maria (Thalkirchen)

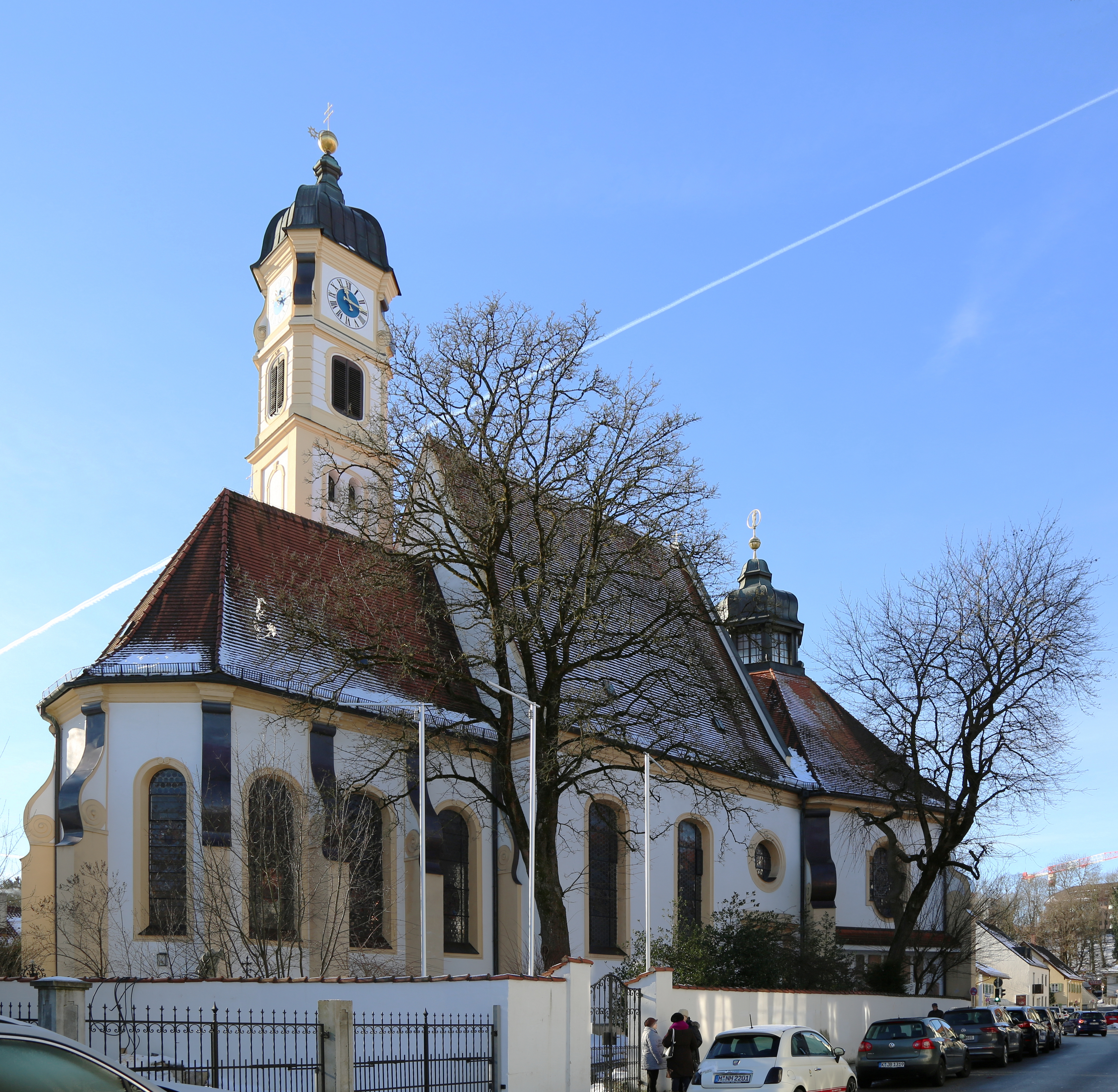
Maria Thalkirchen von Norden. Mit Chor, Haupthaus und dem achteckigen Westanbau

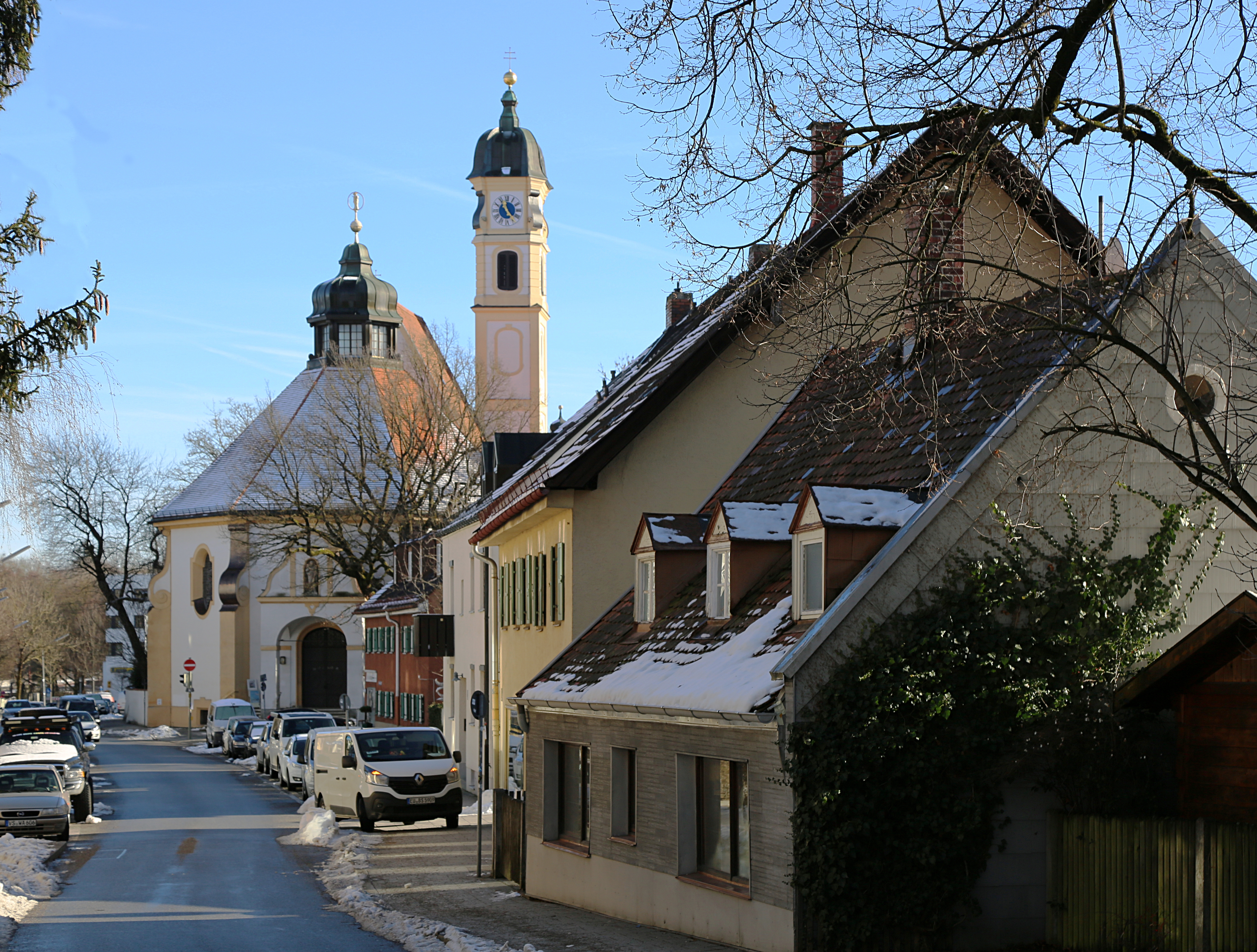
Maria Thalkirchen von Westen im historischen Dorfensemble von Thalkirchen

Die katholische Pfarr- und Wallfahrtskirche St. Maria in München-Thalkirchen gehört zu den Wallfahrtskirchen im Erzbistum München und Freising. St. Maria Thalkirchen (Fraunbergplatz 1) liegt im alten Dorfkern von Thalkirchen auf einer kleinen Erhöhung über dem ehemaligen Hochwasserbett der Isar. Sie war die Mutterkirche und eine der zeitweilig drei Kirchen der alten Pfarrei Sendling und ist seit 1903 wieder eine eigene Gemeinde.
Das heutige Erscheinungsbild der ursprünglich gotischen Kirche ist durch eine barocke Umgestaltung im späten 17. Jahrhundert und eine neubarocke Erweiterung von 1907/08 geprägt.

## Baugeschichte und Architektur
Ursprünglich stand am Ort der heutigen Kirche ein romanischer Vorgängerbau, von dem sich nur noch einzelne Elemente am Turm und der östlichen Langhauswand erkennen lassen. Der Turm muss bis mindestens zum zweiten Freigeschoss spätromanisch gewesen sein, wie ein Rundbogenfries mit Deutschem Band darunter zeigt. Die Mauertechnik und die Formensprache der erhaltenen Fensterfassungen sprechen für einen Bau aus der ersten Hälfte des 13. Jahrhunderts. Vom damaligen Langhaus ist der Giebel im Dachraum des neueren Chores erhalten und zeigt, dass der ursprüngliche Chor sehr klein und nach Norden verschoben war.
Die gotische Kirche wurde in zwei Bauabschnitten errichtet. Der gestreckte Chor mit drei Jochen stammt von vor 1400, eine Tafel an der Außenwand nennt ohne Beleg etwa das Jahr 1390 als Bauzeit. Sein Bau wird mit einem legendär überlieferten Gelübde der Grafen Wilhelm und Christian von Fraunberg zu Haag verbunden. Er schloss an das ursprüngliche Langhaus an und griff dessen Breite auf. Das heutige Langhaus entstand später, stilistisch ist es durch seine hohe, gedrungene Form dem ausgehenden Mittelalter und der zweiten Hälfte des 15. Jahrhunderts zuzurechnen. Das Langhaus zeigt ein sehr steiles Dach, ebenfalls steile und spitze Schildbögen und nur im Dachgeschoss sichtbare Spuren eines gemalten Frieses. Der fast quadratische Raum wurde ursprünglich durch eine Mittelsäule getragen und geteilt, wie sie in ländlichen Kirchen der Zeit üblich waren. Zeitgleich wurden die Sakristei angebaut und der Turm erhöht. Der um 1482 gefertigte spätgotische Marienaltar könnte zur Fertigstellung des gotischen Baus in Auftrag gegeben worden sein.
Beschädigungen im Dreißigjährigen Krieg werden angenommen, sind aber bauarchäologisch nicht nachweisbar. Deshalb ist unklar, ob der barocke Umbau von 1695–98 der Wiederherstellung der im Krieg beschädigten Kirche diente oder ein Umbau entsprechend dem wandelnden Zeitgeschmack war. In der Zwischenzeit war Martin Gunetzrhainer schon 1693 für eine nicht näher bestimmte Arbeit an der Kirche bezahlt worden. Der große Umbau fand unter der Leitung des Hofmalers Johann Andrae Wolff statt und beruhte auf einem Consens des Kurfürsten Max Emanuel vom 27. Mai 1695. Abgeschlossen wurde er laut den erhaltenen Rechnungen 1698, die Inschrift am Chorbogen gibt jedoch schon 1696 an. Dieser Umbau bestimmt das heutige barocke Erscheinungsbild der beiden östlichen Baukörper im Innern und Äußeren.
Der Turm wurde um „über 50 Schuh“ aus einem Geschoss plus der Turmhaube aufgestockt, die Fenster wurden nach unten erweitert, die Streben des Chores und das neue Turmgeschoss bekamen ungewöhnlich große Voluten. Im Inneren wurde die Mittelsäule des Langhauses entfernt und die Decke als flaches Gewölbe mit einem zentralen Fresko neu aufgehängt. Im Chor wurden nordseitig zwei Oratorien eingefügt und der ganze Innenraum mit Stuck geschmückt. Der Stuck besteht aus flachen Pilastern an den Pfeilern, sowie Akanthus-Ranken in den angedeuteten Kapitellen und Reihen aus Lorbeer-Ornamenten entlang den Gewölbegraten. Die Kirche blieb die nächsten 200 Jahre fast im selben Zustand, 1754 wurden kleinere Reparaturen am Mauerwerk an nicht näher bekannter Stelle nötig, die nur durch die erhaltene Rechnung nachgewiesen sind.
Im Zuge der Eingemeindung Thalkirchens nach München zum 1. Januar 1900 wurde St. Maria Thalkirchen am 3. April 1903 wieder eine selbständige Pfarrgemeinde. Das Gebäude genügte nun nicht mehr den erweiterten Bedürfnissen der Gemeinde. Deshalb wurde der Architekt Gabriel von Seidl beauftragt, einen Erweiterungsbau zu entwerfen. Er errichtete von 1907 bis 1908 ein unregelmäßiges Sechseck, das sich im Westen an das Langhaus anschließt und durch drei Bögen zu ihm öffnet. Darüber ragt eine zentrale Kuppel mit Laterne über einem Zeltdach. Die Höhe des Dachs greift das Niveau des Chores wieder auf. Im Inneren wurde eine neue Orgel-Empore geschaffen, sie wird durch einen kleinen Treppenturm erreicht. Das Gewölbe des Anbaus ist erneut mit einem Deckengemälde im selben Format wie im Langhaus ausgemalt. Dem Erweiterungsbau ist ein neues Eingangsportal mit einer ovalen Freitreppe vorgelagert. Der Giebel des Portikus mit einer Josephs-Figur, die Kuppel und die Fenster des Seidl-Baus sind aus dem Neubarock entlehnt.
Zuletzt wurde 1938 die Sakristei erweitert. Im Zweiten Weltkrieg gab es keine Schäden an der Kirche, das Gemeindearchiv wurde aber weitgehend zerstört, insbesondere die Kirchenbücher sind verbrannt.

## Ausstattung

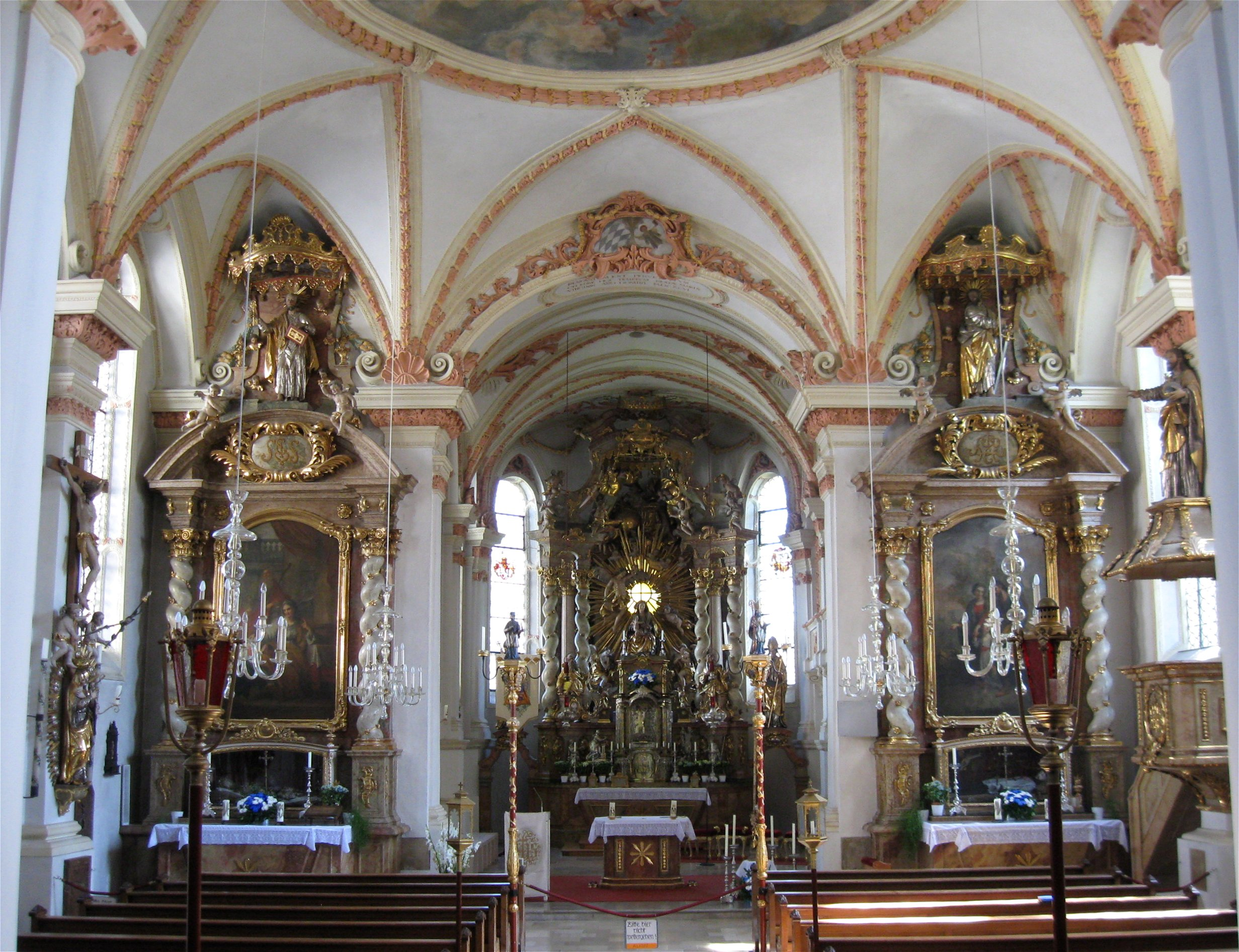
Der Innenraum

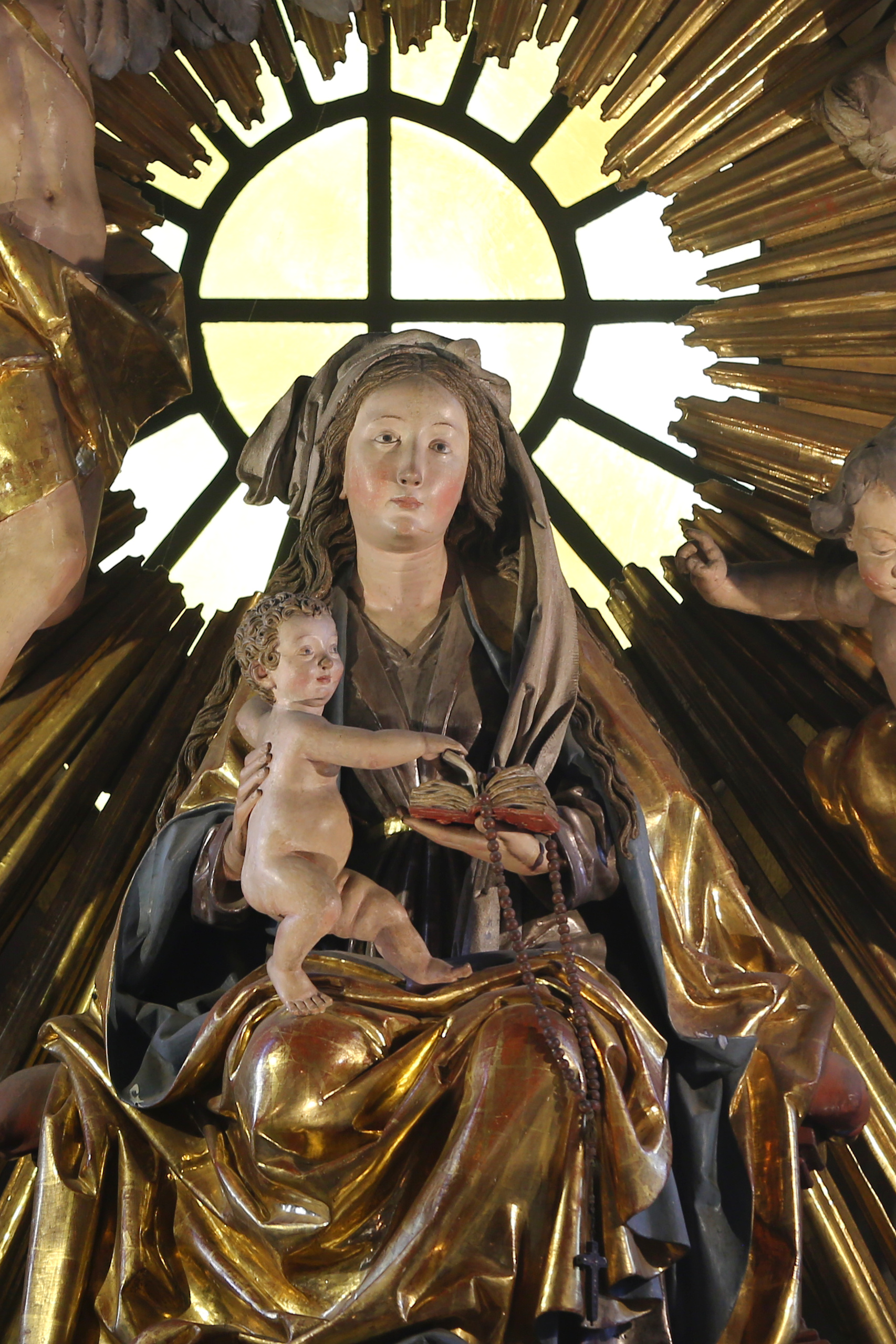
Das gotische Gnadenbild

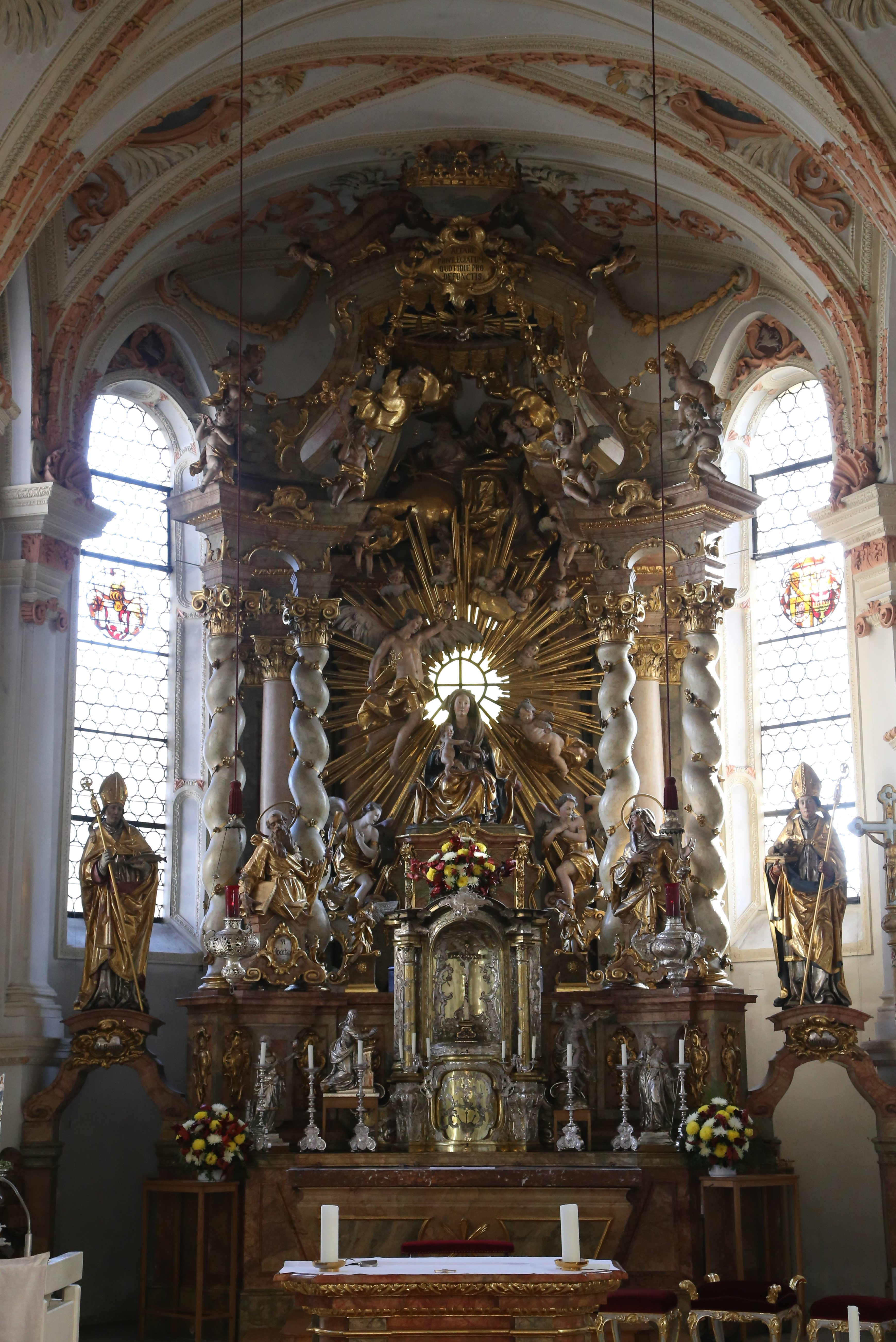
Der Hochaltar von Ignaz Günther

Die Ausstattung der Kirche enthält Hauptwerke der spätmittelalterlichen Kunst in Oberbayern sowie des Rokokos. Neben der zentralen barocken Umgestaltung wurden der Hauptaltar und weitere Teile der Kirchenausstattung im Laufe der Jahrhunderte vielfach umgebaut und ergänzt.
Aus der romanischen Zeit und der Kirche nach dem Bau des heutigen Chores sind keine Elemente der Ausstattung erhalten.
Um 1482 wurde zur Vollendung des Langhauses ein spätgotischer Flügelaltar angefertigt. Von ihm sind heute nur noch Figuren und Reliefs erhalten. Sein Kern waren drei Figuren, die sitzende Maria mit dem Kinde, sowie ein Korbinian und ein Ulrich von Augsburg. Das Marienbild ist signiert, es stammt aus dem Frühwerk des Ulmer Bildschnitzers Gregor Erhart, Sohn des Michel Erhart. Danach und nach dem Stil werden alle drei Figuren der Werkstatt des Michael Erhart zugeschrieben, daran wurde aber auch Kritik erhoben. Insbesondere wird ihnen eine Nähe zu den Apostelfiguren in der Blutenburg des nicht namentlich bekannten Meisters der Blutenburger Apostel und dem Passauer Schnitzer Martin Kriechbaum bescheinigt. Nach einer historischen Abbildung war die Madonna ursprünglich als Himmelskönigin dargestellt. Sie trug eine aufwändige Krone und zu ihren Füßen lag eine Mondsichel. Vier Relieftafeln von den Altarflügeln aus Thalkirchen sind im Diözesanmuseum Freising. Sowohl die Figuren wie die Reliefs waren nur an Festtagen zu sehen, wenn der Altar geöffnet wurde. Die nicht mehr vorhandenen Bilder auf der Außenseite der Flügel, die die Alltagsansicht dieses Altars bestimmten, stammten von Jan Polack.
1698 wurde mit Fertigstellung der Barockisierung der Kirche der spätgotische Altar aufgelöst. Über die Gestaltung dieses ersten Barockaltars ist nicht viel bekannt. Zwei Säulenpaare, die später wiederverwendet wurden und daher erhalten sind, stammen aus dieser Zeit.
Maßgeblich für das heutige Erscheinungsbild des Hauptaltars ist die Neugestaltung von 1759 bis 1769 im Stil des Rokoko durch Ignaz Günther. 1759 nahm Günther die Madonna mit dem Kinde und schuf um sie herum einen reichen Altaraufbau. Hinter die Figur stellte er eine goldfarbene Glasscheibe, durch die sie wie ein Nimbus zum Leuchten gebracht wird. Diesen Eindruck verstärkt noch der Strahlenkranz mit kleinen Engeln und Putten. Ein größerer Engel schwebt von links heran. Er trägt eine Lilie als Symbol für Reinheit wie einen Heroldsstab in der Rechten, was ihn zum Botschafter macht. Mit der Linken bekrönt er die Madonna mit einem Blütenkranz. Darüber sitzt Gottvater mit einem Zepter. Der Altar wird bekrönt von einem Baldachin mit gedrehten Säulen, auch sie von Ignaz Günther.
1769 wurde der Tabernakel von einem nicht näher zu fassenden Goldschmied namens Heiß vollendet und Ignaz Günther schuf zwei Büsten. Der Heilige Joachim steht links, die Heilige Anna rechts. Zudem schuf Günther Tore eines Altarumgangs, auf die die beiden gotischen Figuren aus der Erhart-Werkstatt gestellt wurden. Spätestens 1769 wurde Ulrich von Augsburg, dessen Attribut der Fisch ist, durch Hinzufügen eines Schlüssels zum Heiligen Benno, mit Fisch und Schlüssel, umgewidmet, da Benno Schutzpatron Münchens ist.
Der Hauptaltar wurde 1959 auseinandergebaut, seine Elemente wurden in der Kirche verteilt aufgestellt. 1981 wurde er wieder in den Zustand von 1769 versetzt.
Die Seitenaltare sind aus Elementen von 1698 und 1760 zusammengesetzt, die Altarbilder stammen von Josef Hauber und aus dem Jahr 1798. Die Figuren des Petrus und des Paulus auf den Rokoko-Baldachinen stammen aus der Zeit des Hochaltars von 1696. Nach anderer Ansicht ist diese zeitliche Zuordnung fraglich.
Zur weiteren Ausstattung gehören die Kanzel um 1700 mit einer Christusfigur als Salvator mundi auf dem Deckel und ein Kruzifix und eine Schmerzhafte Maria, die auf 1744 datiert werden. Für den neubarocken Erweiterungsbau wurde 1911 ein Antoniusaltar im selben Stil von Johann Büchsenmann gefertigt.
Sowohl das Langhaus wie der westliche Erweiterungsbau weisen jeweils ein rundes Deckenfresko auf. Im Langhaus schuf Johann Andrae Wolff eine Darstellung von Mariä Himmelfahrt. Im Erweiterungsbau stellte Kaspar Schleibner die Anbetung der Heiligen drei Könige dar.
Zu den Teilnehmern der Wallfahrt nach Thalkirchen gehörten schon seit Anfang die Flößer auf der Isar. Die Thalkircher Überfälle waren das letzte Hindernis im Fluss vor München, so dass es zur Tradition wurde, vor der Gefahrenstelle in Thalkirchen für ein Gebet anzuhalten. Nach dem wirtschaftlichen Niedergang der Flößerei übergab der letzte Zunftmeister Josef Dosch 1926 die Fahne und zwei Zunftstangen mit Heiligenfiguren des Nepomuk und des Nikolaus an die Kirche. 1990 wurde nach langer Unterbrechung die Tradition der Thalkirchner Flößerwallfahrt wiederbelebt, sie findet seit 1993 alle 5 Jahre statt.
Rings um die Kirche befindet sich der ehemalige Friedhof mit alter Mauer und historischen Grabsteinen und Schmiedeeisenkreuzen. Er wurde 1908, nach der Eröffnung des Waldfriedhofs aufgelassen. Im ehemaligen Friedhof wurde eine Lourdes-Grotte mit Marienfigur errichtet. Alle erhaltenen Grabmäler stammen aus der Zeit nach 1850, aus früheren Epochen sind jedoch 23 Grabplatten erhalten, die im Inneren der Kirche oder an den Außenmauern angebracht sind.

## Geschichte

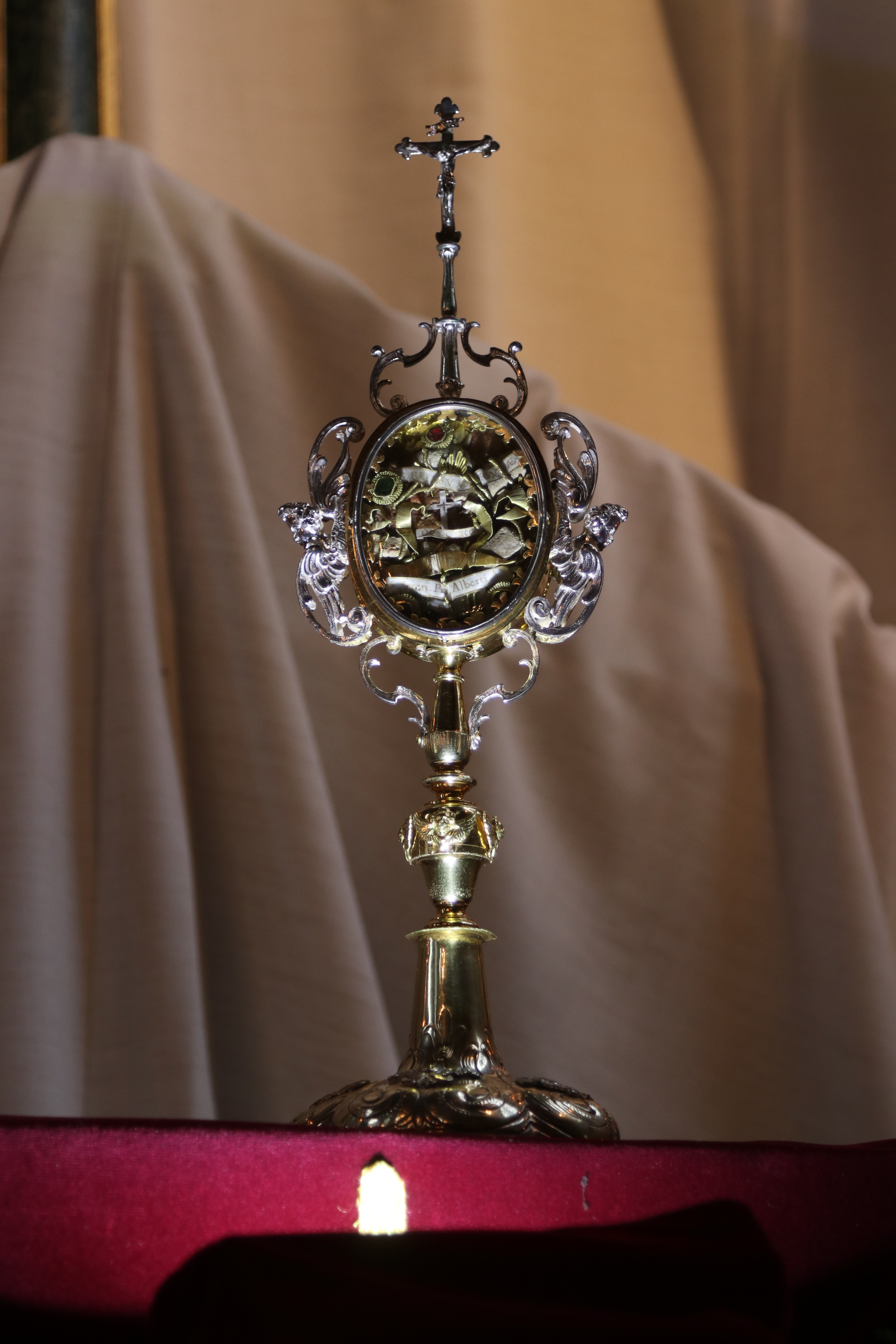
Der Kreuzpartikel von Thalkirchen

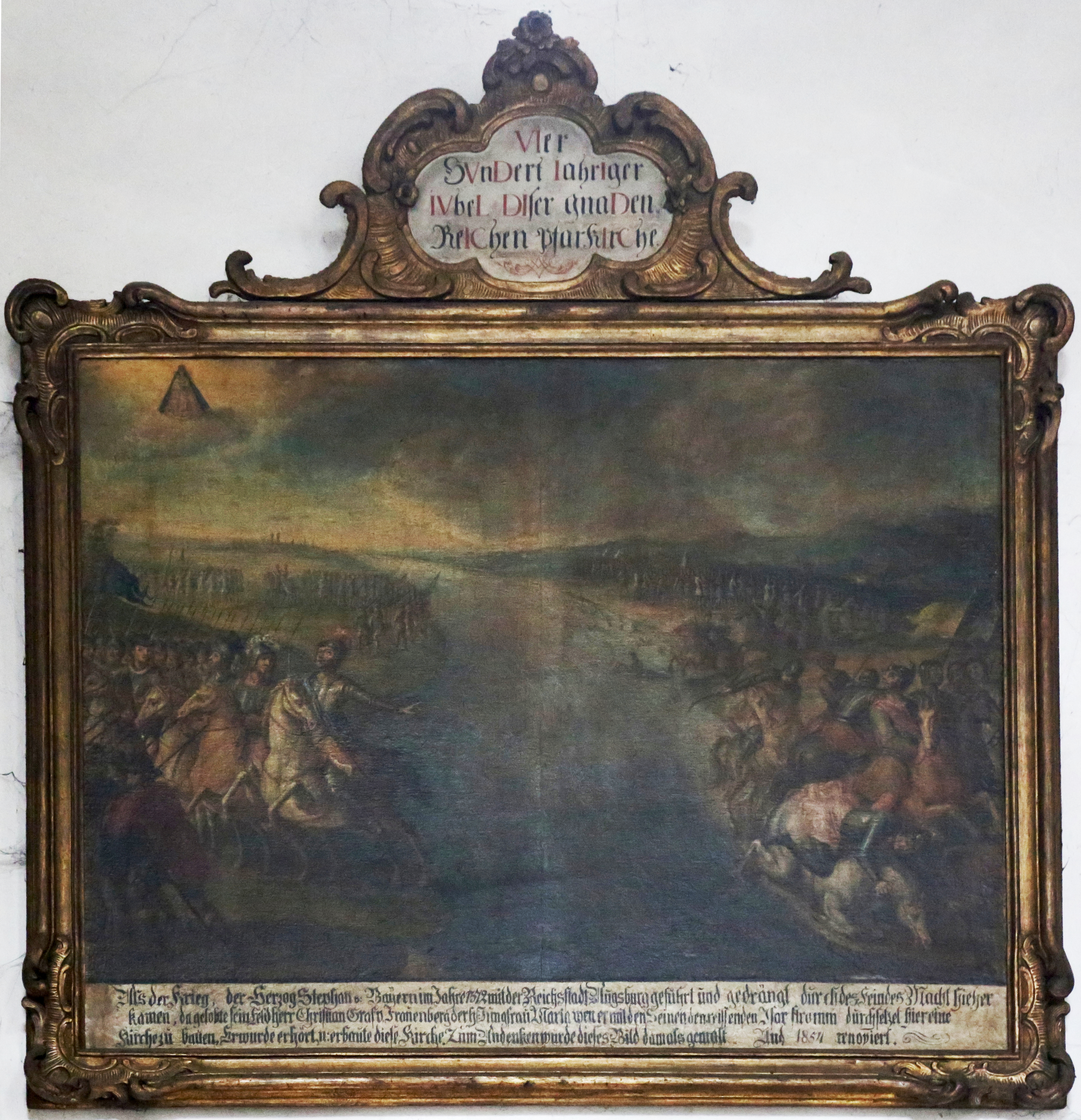
Votivbild des Gelübdes der Grafen von Fraunberg zu Haag im Jahr 1372, gemalt zum 400. Jubiläum

Nach Großhesselohe weitet sich das enge Tal der Isar trichterförmig auf, indem die linke Hochterrasse zurücktritt. St. Maria Thalkirchen steht im dadurch geöffneten Tal auf dem ersten weitgehend hochwasserfreien Bühel, was den Namen Kirche im Tal begründete. Die Gründung der Kirche ging wahrscheinlich von Kloster Schäftlarn aus, das sie auch seelsorgerisch betreute. Die Kirche könnte daher auf das Eintreffen der Prämonstratenser in Schäftlarn 1140 zurückgehen, die gezielt für die Seelsorge in der Region geholt wurden. Möglich, aber nicht nachweisbar ist ein frühmittelalterlicher Vorgängerbau aus Holz.
1200 wird ein Adalbero von Thalkirchen urkundlich erwähnt, 1249 wird Heinrich in Thalkirchen als Pfarrer genannt und 1268 verkaufte Otto von Baierbrunn seinen Besitz in Thalkirchen und Obersendling an Sighart den Sentlinger. 1315 listet das Diözesan-Verzeichnis von Bischof Konrad III. in Freising „Thalchirchen“ als Mutterkirche für sechs Filialen: Solln, Pullach, Neuhausen, Schwabing, Mitter- und Untersendling sowie „Kamnaten“, das heutige Nymphenburg, und Beuerberg. Nachdem all diese Orte älter sind als die Gründung der Stadt München 1158, ist die Kirche Urpfarrei aller Gemeinden links der Isar im heutigen Stadtgebiet Münchens und des südlichen Umfelds.
Der Legende nach legten die beiden Grafen Wilhelm und Christian von Fraunberg zu Haag ein Gelübde ab, eine vorhandene „Capellen vom Grund aufzubauen“. Sie wären im Zuge einer Fehde in den Isarauen von Verfolgern aus Augsburg gestellt worden und konnten sich dank der Hilfe der Muttergottes aus der Gefahr retten. Die früheste Fassung dieser Erzählung ist im Bayrisch Stammen-Buch (1558) des Historikers Wiguleus Hund enthalten. Die zum 400-jährigen Jubiläum gemalten Votivbilder in der Kirche geben für dieses Gelübde die Jahreszahl 1372 an. Der Chor des heutigen Kirchenbaus stammt aus dieser Baumaßnahme.
Herzog Albrecht III. stiftete Mitte des 15. Jahrhunderts ein in Silber gefasstes Kreuzpartikel und legte so die Grundlage für die Wallfahrt nach Thalkirchen. 1482 wurde ein neuer hochgotischer Altar errichtet, für den eine Marienfigur angefertigt wurde, die dem Ulmer Bildschnitzer Michel Erhart oder seiner Werkstatt zugeschrieben wird. Kurfürst Maximilian I. berichtete, dass er schon als Kronprinz um 1590 mehrfach nach Thalkirchen gepilgert sei.
Ob und in welchem Umfang die Kirche unter dem Dreißigjährigen Krieg litt, ist nicht eindeutig belegt. Bogner schrieb 1982, dass die Schweden 1632 die Kirche bis auf die Grundmauern zerstörten und der Wiederaufbau nur sehr zögerlich voranging. 1991 stellte Bernhard M. Hoppe schwere Beschädigungen fest und ließ die Wiederherstellung wegen Geldmangels bis Ende des 17. Jahrhunderts zurückgestellt werden. Beide sehen diese Wiederherstellung erst im barocken Umbau ab 1695. Peter B. Steiner nimmt 2007 an, dass die Kirche im Krieg stark gelitten haben dürfte. Eine weitgehende Zerstörung ist bauarchäologisch nicht nachweisbar und wird in der Denkmaltopographie deshalb gar nicht erwähnt. Zudem gründeten 1656 die Hofmusiker aus München das „Marianische Ehr- und Zierbündnis“ und verpflichteten sich, jährlich nach Thalkirchen zu wallfahren und dazu die Kirche auf eigene Kosten schmücken zu lassen, weshalb also Gottesdienste und Wallfahrten auch in der Zwischenzeit möglich gewesen sein müssen. Der barocke Umbau fand 1695–98 unter Leitung des Münchner Hofmalers Andreas Wolff statt.
Die Gegenreformation brachte den Aufschwung der Marienverehrung in Altbayern, so dass sich der Charakter der Wallfahrt nach Thalkirchen vom Kreuzpartikel zur Verehrung des Gnadenbildes der Muttergottes wandelte. 1695 bis 1698 fand der barocke Umbau statt, der die Kirche außen und innen bis heute bestimmt und der auch das Erscheinungsbild der Kirche an die Marienverehrung anpasste.
Bis zum 16. Jahrhundert wurden mehrere Gemeinden aus dem Thalkirchner Sprengel selbständig. Aufgrund der Lage des Thalkirchner Pfarrhofs oberhalb der Hangkante in Mittersendling wird in Urkunden nicht immer scharf zwischen Sendling und Thalkirchen getrennt, was zu vielen Verwechslungen Anlass bot. So wird Mitte des 16. Jahrhunderts Thalkirchen als Filialkirche der Gemeinde Sendling und der Alten Pfarrkirche St. Margaret bezeichnet. Doch der Streit um die Vorherrschaft zwischen Thalkirchen und Sendling zog sich lange hin: 1720 hieß es, dass die Hauptkirche der Gemeinde Sendling Thalkirchen sei, 1738 hielt der Pfarrer von Sendling aber nur noch weniger als einmal im Monat Messen in Thalkirchen. 1774 bestimmte die Bistumsverwaltung in Freising, dass Thalkirchen die Pfarr- oder Mutterkirche sei, doch 1790 wurde Sendling endgültig die Pfarrkirche und Thalkirchen zur Filiale.
Die Lage Thalkirchens in praktischer Entfernung für eine Tageswallfahrt aus München förderte den weiteren Aufschwung der Wallfahrt im 18. und 19. Jahrhundert. In Vorbereitung ihres 100. Jubiläums erhob Papst Benedikt XIV. 1754 das „Marianische Ehr- und Zierbündnis“ zu einer Bruderschaft, es besteht bis heute. 1780 verlieh Papst Pius VI. der Kirche einen vollkommenen Ablass, den Gläubige durch eine Wallfahrt nach Thalkirchen im Frauendreißiger zwischen dem 15. August und dem 12. September erlangen können. Rund um die Kirche siedelten sich Gasthöfe und Vergnügungseinrichtungen an, so dass der religiöse Charakter bei Ausflügen nach Thalkirchen im 19. Jahrhundert nicht mehr immer im Vordergrund stand.
Im Zuge der Eingemeindung Thalkirchens nach München am 1. Januar 1900 fand auch eine Aufwertung der Kirche statt. Seit 1903 ist Maria Thalkirchen wieder eine selbständige Kirchengemeinde. 1907–08 wurde der Bau durch den Baumeister Gabriel von Seidl durch den Kuppelwestbau im Stil des Neubarock erweitert. Seidls Planung stammte schon aus dem Jahr 1905 und wurde erst nach einer heftigen, öffentlichen Debatte umgesetzt. Georg von Hauberrisser und Carl Hocheder sprachen sich für neugotische Gestaltung und einen rechteckigen Grundriss des Erweiterungsbaus aus. Die Baumaßnahmen wurden von Leonhard Moll ausgeführt und kosteten schließlich 102.263 Mark.
1927 wurde das neue Pfarrhaus am Fraunbergplatz errichtet, seit 1975 steht dahinter das Pfarrzentrum mit Saal.